# Guillaume d’Aigrefeuille (1339–1401)
Guillaume d’Aigrefeuille (ur. 1339, zm. 13 stycznia 1401 w Awinionie) – francuski kardynał. Bratanek kardynała Guillaume d’Aigrefeuille (1326–1369).

## Życiorys
W młodości wstąpił do zakonu benedyktynów w Cluny. Studiował prawo rzymskie na uniwersytecie w Tuluzie, uzyskując tytuł doktora. W 1362 został dziekanem kapituły katedralnej w Clermont, protonotariuszem apostolskim i audytorem Roty Rzymskiej. Papież Urban V na konsystorzu 12 maja 1367 mianował go kardynałem prezbiterem Santo Stefano al Monte Celio. Otrzymał szereg beneficjów na terenie Anglii (m.in. archidiakonat Berkshire). W 1373 został mianowany na utworzony przez papieża Grzegorza XI urząd protektora zakonu dominikanów. Kamerling Świętego Kolegium Kardynałów od 1369. Początkowo poparł wybór Urbana VI, rychło jednak wypowiedział mu posłuszeństwo. Wziął udział we wrześniowym konklawe 1378, które wybrało antypapieża Klemensa VII i przystąpił do jego obediencji. Był legatem Klemensa VII w Niemczech od listopada 1378 do stycznia 1385. Kardynał protoprezbiter po 30 maja 1385. Brał udział w konklawe 1394. Pod koniec życia wycofał się z czynnej działalności kościelnej i politycznej.